# 長橋 (哥本哈根)

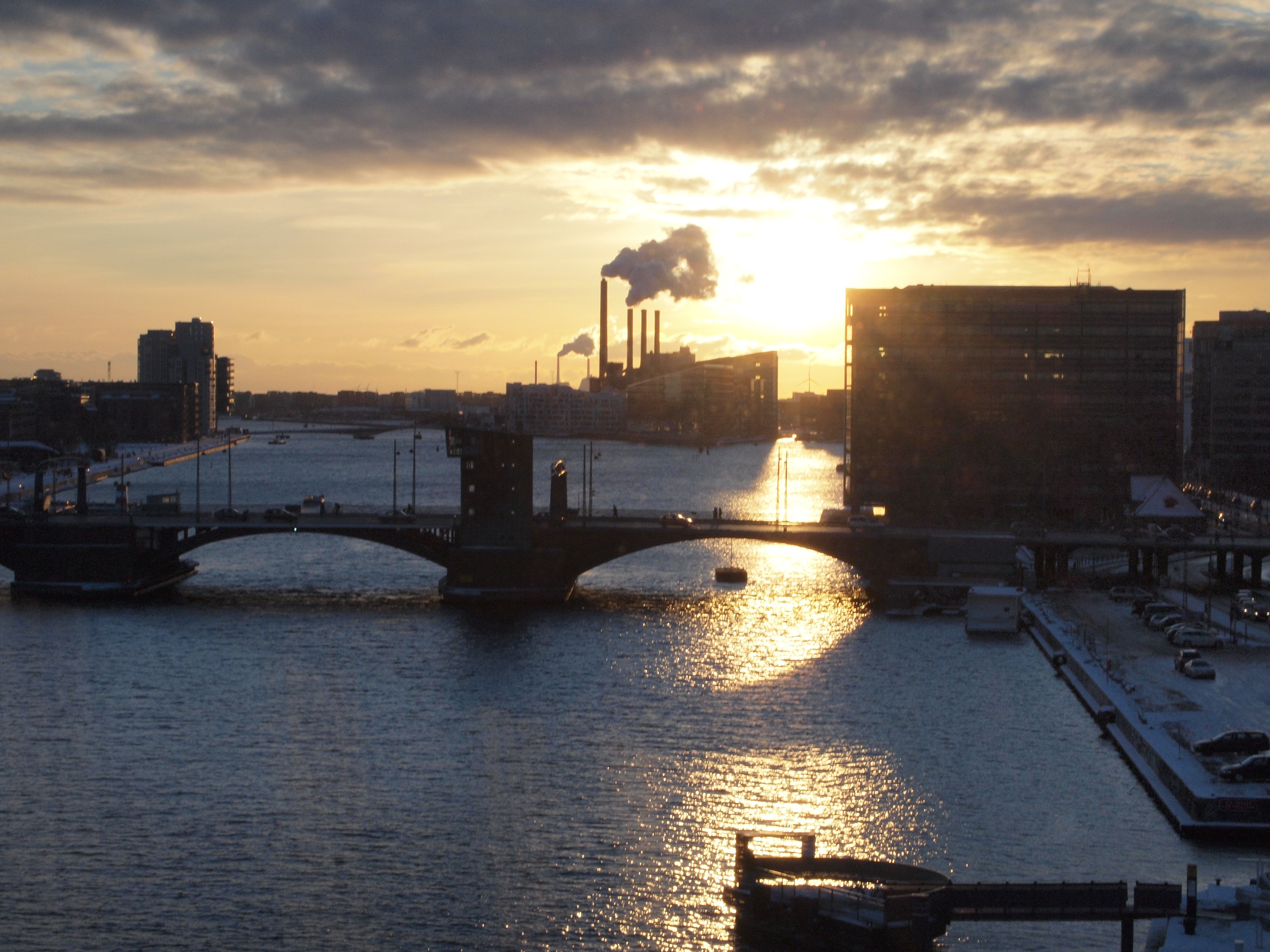
長橋

長橋 （Langebro）是丹麥首都哥本哈根的一座橋樑，橫掛哥本哈根內港，連接了阿邁厄島和西蘭島。該橋是一座上開橋。長橋也是哥本哈根僅有的兩座機動車可以通行的橫跨內港的橋樑之一，另外一座是克尼普橋。